# Дзата
Дзата (англ. Dzata) — нефтегазовое месторождение в Гане, которое находится в акватории Гвинейского залива. Открыто в 2010 года. Глубина океана в районе месторождения достигает 1878 м.
Нефтегазоносность связана с отложениями мелового возраста. Начальные запасы нефти составляют 50 млн тонн. Суммарная мощность продуктивного разреза — 28 м.
Оператором Кейп-Три-Пойнтс-Дипуотер является российская нефтяная компания Лукойл (56,66 %). Другими участниками проекта являются Vanco Energy (28,34 %) и ганская государственная компания Ghana National Petroleum Corporation (15,0 %).